# 矢頭教兼
矢頭 教兼（やとう のりかね、貞享3年（1686年） - 元禄16年2月4日（1703年3月20日））は、江戸時代前期の武士。赤穂浪士四十七士の一人。通称は右衛門七（えもしち）。四十七士の中では大石良金に次いで若年であり、母妹の世話に苦難したことで知られる。『仮名手本忠臣蔵』の佐藤与茂七（さとう よもしち）のモデルとなった。

## 生涯
貞享3年（1686年）、赤穂藩浅野家家臣・矢頭長助（勘定方）の子として播磨国赤穂に生まれる。母は播磨国姫路藩松平家（松平直基）家臣の中根弥兵衛の娘・るい。幼名は亀之丞（かめのじょう）。
元禄14年（1701年）3月、主君・浅野長矩が吉良義央に刃傷に及んだ時、教兼はまだ家督前の部屋住みだった。4月19日には赤穂城が開城されたが、父はその後も大石良雄のもとで藩政残務処理にあたった。残務処理が終わった後、矢頭一家は6月4日に大坂の堂島へ移ったが、この頃から父は病に冒され寝たきりになったため、元禄15年（1702年）1月の赤穂旧臣による山科会議や7月の円山会議には17歳の教兼が父親の代理として出席している。
同年8月15日、父が病床に教兼を呼び、くれぐれもその遺志を継いでくれるよう嘆願しつつ死去。大坂の知人に母と妹3人を預けた。
9月に千馬光忠・間光興らとともに江戸へ入り、南八丁堀で潜伏生活をする。
江戸での生活は困窮を極め、大石が討ち入り直前に書いた『金銀請払帳』には「右衛門七に至っては飢渇につき」とまで形容されている。

## 討ち入り事件時
吉良邸討ち入り時は表門隊に属し奮戦。また、討ち入り時には父の腰巻を付け戒名を懐に忍ばせていた。事件後、三河岡崎藩・水野忠之の芝中屋敷にお預けとなる。水野家では矢頭ら九人を使ってない長屋にまとめて入れ、外から戸障子などを釘付けにし昼夜見張りに巡回させた。「九人のやから、差し置き候庭のうちへも、竹垣これをつむ」「寒気強く候にて臥具増やす冪あり申せども、その儀に及ばず初めの儘にて罷りあり」と義士に厳しい対応をした記録が残る。酒や煙草・火鉢も禁じた。 元禄16年2月4日に水野家臣・杉源助の介錯で切腹した。享年18。他の浪士とともに主君・浅野長矩と同じ芝泉岳寺に葬られた。法名は刃擲振劔信士。

## 事件後
大阪市北区堂島の浄祐寺には父と共に墓が存在し、教兼の顕彰碑も建てられている。幕末に尊皇攘夷の志士が、父子の墓を殴打し破損した。現在はセメントで補修されている。碑は元は曽根崎奥之坊に建てられたがやはり破損したため、梅田東福寺別院にて再建され、さらに墓のある浄祐寺に移された。
母と妹は奥州白河藩（松平基知）の親族・矢頭庄左衛門に迎えられた。のちに長妹が多加谷致泰（奥州白河藩松平家家臣）、次妹が多加谷勝盛（多加谷致泰の男子）、三妹が柳沢家の家臣山村氏にそれぞれ嫁いでいる。母も娘達の嫁ぎ先の多加谷家で暮らしたが、松平朝矩の転封で厩橋（前橋）に移る。母の墓所は前橋市立川町にある大蓮寺にある。法名は自性院深誉源宝妙心大姉。母の墓もいたく毀損し、表面が削られて文字の一部が読めなくなっている。　また討ち入り後、大坂にいた矢頭家一族は幕府の捕り方から逃げるためか大坂から三河国(現:愛知県東部)までに逃れた。三河国に移住してからは「矢頭」から「箭頭」に改名した。

## 脚色・創作
なお、『忠臣蔵』を題材にした物語では、右衛門七／与茂七の家族は母だけの場合が多く、息子の足手まといになることを嫌って母が自害して果てるという筋書きに脚色されることがある。史実での教兼の母は宝暦2年（1752年）まで生きる。
講談『恨みの関』では、討ち入りに加わるためには、残される母と妹3人をどこかに預けなければならなかった。教兼は母と妹を連れて大坂を出ると、母の実家がある陸奥国白河藩（祖父の仕える松平家はこの地に転封となっていた）へと向かったが、旅慣れない少年だった教兼は母子の女人通行手形を用意していなかったため、東海道の荒井関所を通過することができず、引き返すしかなかった。
同じく『忠臣蔵銘々伝・矢頭右衛門七』においては、美少年であったとされ、討ち入り後に世間に「義士の中に男装の女がいた」という噂話が流れたという設定になっている。歌舞伎『東海道四谷怪談』でも佐藤与茂七（矢頭）は女形が演じる場合がある。

## 演じた俳優
片岡長正「実録忠臣蔵」（増補）（1922・日活）
片岡市太郎「或る日の大石」（1923・マキノ）役名は矢頭与茂七
マキノ正唯（17）	「義士と侠客」（1925・マキノ）役名は矢頭与茂七
実川延車①	「実録忠臣蔵」（1926・映画）
嵐長三郎（24）	「いろは仮名四谷怪談 後篇」（1927・マキノ）
実川延車②	「増補改訂忠臣蔵」（1927・映画）
マキノ梅太郎「忠魂義烈 実録忠臣蔵」（1928・映画）
尾上松葉	「元禄快挙 大忠臣蔵」（1930・日活）
阪東寿之助「忠臣蔵」（1932・映画）
沢村駒之弼	「少年忠臣蔵」（1933・映画）
滝口新太郎「忠臣蔵」（1934・映画）
市川男女之助「いろは仮名四谷怪談」（1937・新興）
河村秀太郎	「元禄快挙余譚 土屋主税 雪解の巻」（1937・映画）
島田照夫	「忠臣蔵」（1938・日活）
沢村昌之助「忠臣蔵」（1939・映画）
南風洋子「元禄水滸伝」（1952・東宝）
旗　孝思「赤穂義士」（1954・東映）
坂東鶴之助「忠臣蔵」（1954・映画）
中村賀津雄「元禄美少年記」（1955・映画）
市川団子「忠臣蔵の人々」（1956・KR）
市川染五郎①「大忠臣蔵」（1957・松竹）
梅若正二「忠臣蔵」（1958・大映）
沢村精四郎「忠臣蔵」（1959・東映）
中村万之助「侍（三人の義士）」（1960・CX）
市川染五郎②「忠臣蔵」（1962・東宝）
舟木一夫「赤穂浪士」（1964・NHK）
小林芳宏「あゝ忠臣蔵」（1969・KTV）
田村正和「大忠臣蔵」（1971・NET）
小坂まさる「元禄太平記」（1975・NHK）
佐藤佑介「赤穂城断絶」（1978・東映）
中村信二郎「赤穂浪士」（1979・ANB）
高野浩幸「女たちの忠臣蔵 いのち燃ゆる時」（1979・TBS）
野村義男「峠の群像」（1982・NHK）
新田純一「忠臣蔵」（1985・NTV）
三好圭一「必殺忠臣蔵」（1987・ABC）
長尾豪二郎「大忠臣蔵」（1989・TX）
的場浩司「忠臣蔵」（1990・TBS）
市川染五郎「大石内蔵助 冬の決戦」（1991・NHK）
吉岡秀隆「忠臣蔵」（1991・CX）
内海光司「大忠臣蔵」（1994・TBS）
山本耕史「忠臣蔵」（1996・CX）
増島愛浩「赤穂浪士」（1999・TX）
今井　翼「元禄繚乱」（1999・NHK）
尾上寛之「忠臣蔵 決断の時」（2003・TX）
冨田　翔「忠臣蔵」（2004・EX）
鈴鹿央士「決算!忠臣蔵」（2019年、松竹）